# Nkimi
Nkimi es una ciudad de Guinea Ecuatorial. La localidad se ubica en la provincia del Centro Sur y tiene una población estimada de 16 451 habitantes.

## Historia
El nombre de Nkimi procede de un riachuelo muy pequeño que pasa justo en las afueras de la ciudad. Se ignora su significado.
Sus primeros pobladores procedían de distintos lugares.
En la actualidad se contabilizan más de siete tribus en el poblado: Obuk (35 %), Esendeng (10 %), Fong (20 %), Eseng (10 %), Esamotua (5 %), Esangui, Esesis y otras tribus (10 % juntos).
El poblado se fundó en los años 1918 a 1925, y se construyó en los años 60, durante la colonización española. D. Andrés Ndong Miko, de la tribu Esendeng fue el profeta del pueblo; todo lo que predecía sobre el futuro del poblado la mayoría de las cosas se han realizado y otras por cumplirse.
Los primeros líderes de Nkimi fueron: Esono Asila, de la tribu Obuk, Ndong Miko, de la tribu Esendeng y Nguema Nsue, de la tribu Fong. En realidad, cuando se está en Nkimi parece una cadena de poblados que llega hasta Dumanduiñ Esandon, incluyendo los Yenvam que viven justo antes de Dumanduiñ; todos ellos son Nkimi. Dos de estos poblados han desaparecido: Esamotua Ayenwele, que estaba justo antes de llegar al cementerio y el poblado Zomo de Edu Ngomo.
Destacaba también la figura de Antonio Sii Ndong Obiang, famoso pescador esamotua. Cuando venía de faenar, desde el río llamaba a sus mujeres con una especie de trompeta cuando tenía las barcas llenas de pescado.
El reverendo padre D. Ignacio Ondo Oyana fue el primer párroco de Nkimi, nombrado por el Obispo de Bata, Monseñor D. Anacleto Sima, en 1997.
La ciudad cuenta actualmente con un hospital, una parroquia, una comisaría de policía, una antena de telefonía móvil, la señal de televisión nacional e internacional vía satélite, un Ayuntamiento y un Instituto para el Bachillerato, además del Colegio.
D. Miguel Edjang Angue, D. Melanio Ebendeng Nsomo,D. Celestino Ebasi Nzang, Dña. Victoria Andeme Edjang alias Mamaita, la mujer de Armengol, hermana mayor de D. Miguel Edjang Angue. son hijos nativos de Nkimi, por contar algunas personalidades más destacadas.
La mayoría de los jóvenes de Nkimi, viven fuera de su pueblo por diferentes motivos. algunos en España, Francia, EE.UU, Argentina. etc y otros en Malabo y Bata, estudiando o trabajando.
Los funcionarios destinados a la localidad y sus familias son los que rellenan el espacio de los nativos y algunos inmigrantes de África del Oeste también se han afincado allí con sus negocios.

## Política
El sistema político de Nkimi en principio fue de Consejo de Poblado de Nkimi (concentrado). Dentro del gobierno local, había un representante de cada tribu y entre ellos el Presidente del Consejo de Poblado.
Entre los Jefes Tribales no existía rivalidad, sólo había entendimiento y coordinación, cosa que llevó al poblado a ser famoso en la comarca.
Antes de la llegada del multipartidismo en el país, la política se desarrollaba con total normalidad, la gente sólo se ocupaba de elegir al Presidente del Consejo de Poblado periódicamente.
El primer Alcalde de la localidad, D. Estanislao Esono Asue, dividió el municipio en tres Comunidades de Vecinos, según la situación geográfica: Comunidad de Vecinos ZONA "B" (Nkimi Obuk), Comunidad de Vecinos ZONA "A" (Nkimi Esendeng y Esamotua) y Comunidad de Vecinos ZONA "C" (Nkimi Fong, Eseng y Yenvam).
Con la llegada de los partidos políticos, Nkimi se metió de lleno en la oposición, eligiendo como Alcalde a un candidato del partido de Severo Moto (PP), D. Alberto Ngomo Nfono, situación que convirtió a la localidad al centro de detenciones arbitrarias de las autoridades de Niefang, abandono total por parte del Gobierno Central y una persecución y amenazas contra D. Alberto Ngomo Nfono, presión que le obligó abandonar la oposición por temer por su vida y la de su familia.
Pero, cuando se pensaba que la oposición se había desaparecido en el Municipio, en las elecciones legislativas del 2008, un atrevidísimo jovencito de nombre Antonio Deogracias Esono Ndong, se presenta como candidato del CPDS, desafiando nada más y nada menos que a D. Miguel Edjang Angue, un habitual  del PDGE.
El atrevimiento del joven causó un gran impacto, pero, carente de medios económicos, sus ilusiones sólo se quedaron para la historia. Actualmente el joven se encuentra en España por estudios.
Después de este paréntesis de oposición política, actualmente Nkimi ya está con el Presidente Teodoro Obiang. Sólo Alberto Ngomo Nfono fue el único Alcalde de la oposición que ha tenido la localidad; los demás que le han sucedido, son todos del Presidente OBIANG.
D. Jesús Mª Mosuy, Dña. Mª Rosa Obama Alene y el actual Alcalde D. Santiago Mabale Bee, son del P.D.G.E. En el Ayuntamiento de Nkimi, como en los demás Ayuntamientos del país, no hay partidos de la oposición.

## Economía
La economía local se basa en la subsistencia. La actividad económica principal es la pesca, dado que el río Wele, el río más grande de Guinea, pasa por ahí a escasos metros de la ciudad. Tradicionalmente las mujeres se ganan la vida vendiendo los productos que traen de sus huertas tales como plátanos, yuca, cacahuete, etc., productos que a su vez les sirve para alimentar a sus familias. En la actualidad el negocio de bares es el que muchos guineanos optan ahora para salir adelante y en Nkimi como en las demás localidades del país; esta forma de ganarse la vida ya es de moda, hasta en casas particulares se venden cervezas, vinos y productos de primera necesidad.
La gente también puede encontrar un empleo en el Ayuntamiento, en el Hospital, en el Colegio o en el Instituto locales. Algunas personas de pueblos cercanos se dedican a la limpieza de la ciudad ganándose unos duros que les sirve de subsistencia.

## Fiestas
Las Fiestas Patronales de Nkimi son el 25 de julio, Santiago Apóstol.
En dicha fiesta, los oriundos del municipio organizan una serie de actividades culturales durante los días de la fiesta, las cuales suelen ser: partidos de fútbol en forma de trofeo  (masculino y femenino); actuaciones de artistas musicales que invitan los jóvenes del municipio, o artistas autóctonos del pueblo, ya que el pueblo dispone de varios artistas de diferentes géneros musicales; desfile para la elección de miss municipal de cada edición (año); etc.